# 光的信號
《光的信號》（光のシグナル）是日本傑尼斯事務所旗下男子團體Kis-My-Ft2的第10張單曲，於2014年3月5日由avex trax發售。

## 概要
- 《光的信號》是電影《新·大雄的大魔境》的主題曲。
- 《一直地〜You are my Everything〜》是興和空間防虫劑廣告曲。
- 《Crush! Crush! Crush!》是電視節目「もしもツアーズ」的主題曲。
- 本作發行後於Oricon單曲週榜獲得第一名，成為第5個自出道以來連續10張作品均取得第一名的組合[1]。此外，單曲於月榜僅次於46、48集團的四張單曲《未來是什麼？》、《覺察已是單相思》、《高山上的蘋果》和《櫻花，大家一起來品嚐》，以237,696張的銷量名列第五名[2]。

## 收錄内容

### 初回生產限定盤A
CD
1. 光的信號
2. 一直地〜You are my Everything〜

DVD
1. 光的信號（MUSIC VIDEO）
2. 光的信號（Making Movie）

### 初回生產限定盤B
CD
1. 光的信號
2. 一直地〜You are my Everything〜

DVD
1. 光的信號（動畫版本MUSIC VIDEO）

### 通常盤
1. 光的信號
2. 一直地〜You are my Everything〜
3. Crush! Crush! Crush!

## 外部連結
- Kis-My-Ft2官方網站介紹網頁（页面存档备份，存于）（日語）